# Jogi tárgy
A jogi tárgy (angolul: protected legal interest, németül: Rechtsgut) jelenti azt a társadalmi értéket, érdeket, melyet a büntetőjog védelemben részesít.
A törvényhozás a jogi tárgy ellen irányuló meghatározott támadásokat nyilvánítja   bűncselekménynek. A jogi tárgy nem fizikai értelemben vett valóságos dolog, hanem a büntetőjogi jogvédelem tárgya.
Hagyományosan védett jogi tárgyak az ember élete, testi épsége, személyiségi jogai, tulajdonosi-vagyoni jogosultságok.
A jogi tárgy  - főszabályként - nem épül be a törvényi tényállásba, de a Btk. Különös Rész rendszere a jogtárgyak szerint építkezik (vagyon elleni bűncselekmények - vagyon mint jogi tárgy, közrend elleni bűncselekmények - közrend mint jogi tárgy, stb.)
A jogi tárgy a jogszabályok értelmezése és alkalmazása során is jelentőséghez jut: a teleológikus jogértelmezés a büntetőnorma védelmi céljának vizsgálatát jelenti, a büntetőjogi felelősségre vonásnál pedig az elkövetett cselekményre kell megfelelő büntetőjogi rendelkezést kiválasztani, a védett érdek figyelembevételével.